# Sopwith Tabloid
O Sopwith Tabloid e Schneider foram aviões desportivos biplanos britânicos, dos primeiros a ser construídos pela Sopwith Aviation Company. O Tabloid foi assim chamado porque ele era tão pequeno, e seu desempenho causou sensação quando ele apareceu pela primeira vez, superando o registo dos monoplanos existentes à época. Foi utilizado como avião de reconhecimento pelo Royal Flying Corps e pela Royal Naval Air Service durante os primeiros meses da Primeira Guerra Mundial.